# Agostino Carnerio
 (mai 2021).
Agostino Carnerio est un imprimeur italien du XVe siècle.

## Biographie
Son père, Bernardo, libraire distingué par son talent et par sa probité, lui procura tous les avantages d’une bonne éducation. Agostino lui en témoigne sa reconnaissance dans la souscription de la plupart des ouvrages sortis de ses presses. Ce fut en 1474 qu’il commença d’exercer à Ferrare. Comme dans la souscription de son édition d’Horace, il se qualifie puer, on peut en conclure qu’il touchait encore à l’enfance ; cependant on ne connaît aucune édition de cet artiste qui soit postérieure à 1476, ainsi Carnerio n’exerça que pendant trois ans. Quels motifs le firent renoncer si promptement à un art qui conduisait alors à la considération et à la fortune ? c’est ce qu’on n’a pu découvrir. Outre l’Horace, Agostino mit au jour, en 1474, les Vite dei SS. Padri (c’est une traduction des Vies des Pères, par St. Jérôme), et la Grammaire latine de Nicolas Léonicène. Suivant le P. Laire (Index libror., t. 2, p. 264), il aurait publié, la même année, la Mythologie d’Hygin ; mais il est certain qu’elle ne parut qu’en 1475. Ce fut également en 1475 que la Théséide de Boccace, et le Fatiche d’Ercole de Pietro Andrea Bassi sortirent des presses d’Agostino. En 1476, il mit au jour les Métamorphoses d’Ovide. Ces sept ouvrages, exécutés en caractère rond, sur beau papier, sont les seules éditions d’Agostino connues jusqu’à ce jour ; elles sont toutes de la plus grande rareté.

## Note
1. ↑  Agostino le nomme bibliopolus bonus.
2. ↑  Carnerius puer Augustinus.